# Ultima noapte a Șeherezadei
Ultima noapte a Șeherezadei (titlul original: în rusă Последняя ночь Шахерезады, transliterat: Posledniaia noci Șeherezadî) este un film de aventuri sovietic, realizat în 1988 de regizorul Tahir Sabirov, după O mie și una de nopți, protagoniști fiind actorii Elena Tonunț, Tahir Sabirov, Ulugbek Muzaffarov și Tamara Iandieva.
Este ultimul film al trilogiei (Șeherezada, Noile povești ale Șeherezadei, Ultima noapte a Șeherezadei), bazat pe celebrul ciclu de basme persane.

## Rezumat
În această noapte, califul este nerăbdător să afle de la Șeherezada ce s-a întâmplat când pantofarul Maruf s‑a întors în orașul califului cu caravana bogat încărcată. După sosirea sa, Maruf își plătește datoriile față de negustori și este organizată nunta cu prințesa Esmeghiul. Vizirul Djaffar află că Maruf este doar un pantofarul care își datorează averea inelului magic primit de la Djinn. Fură în secret prețioasa bijuterie de la Maruf, cu care ajunge imediat calif. Face cu ajutorul inelului ca predecesorul său și pe Maruf să dispară în deșert.
Când cei doi abandonați întâlnesc un balaur în pustietatea aridă, Șeherezada îl informează pe noul calif că nu poate spune povestea atâta timp cât el poartă inelul magic pe deget. Dorind să afle ce s-a întâmplat în continuare, Djaffar îl pune deoparte, după care Șeherezada povestește mai departe iar prințesa Esmeghiul care sta în spatele lui Djaffar, intră în posesia inelului minune. Cei amenințați de dragon sunt imediat readuși și Dschaffar este transformat într-o șopârlă hidoasă și devenit hrana animalelor. Fără intenția lui Esmeghiul, inelul se reîntoarce în posesia lui Maruf, care apoi zboară în patria sa cu prințesa, pe spatele gigantului Djinn. Pe drum Esmeghiul este răpită de Tiuli-Kos. Djinnul, epuizat de numeroasele dorințe, nu-i mai poate vrăjii să vină înapoi, așa că cu ultimele forțe îl lasă pe Maruf în apropierea orașului celui care a răpito. Singur, pantofarul ajunge acolo, cu intenția de a-și elibera prințesa.
Cu ajutorul lui Said eliberat, care fusese capturat în timp ce-și căuta iubita care fusese furată pentru haremul lui Tiuli-Kos, Maruf se deghizează într-un medic renumit și obține astfel acces la palatul Tiuli-Kos. Îi dă lui Esmeghiul să bea o băutură de plante provocatoare de somn, care aduce pe frumoasa aparent fără viață în deșert, ca să fie acolo găsită „moartă”.
După ce Esmeghiul a fost trezită din somn de Maruf, Djinn, care și-a revenit, zboară cu cei doi îndrăgostiți către orașul natal al pantofarului, unde pot trăi de acum înainte o viață plină de bucurii și fericire. Sclavele haremului devin de asemenea  din nou vesele și fericite, deoarece Djinn le ajută să-și recapete la cererea lor, libertatea.

## Distribuție
- Elena Tonunț – Șeherezada
- Tahir Sabirov – Califul Șahriiar
- Ulugbek Muzaffarov – pantofarul Maruf
- Tamara Iandieva – prințesa Esmeghiul
- Gada Alșama – Amal
- Abdusalam Al-Taib – stăpânul Tiuli-Kos
- Mazhar Alhakim – Masrur, călăul șef a lui Tiuli-Kos
- Gennadi Cetverikov – Djinnul
- Haisam Balani: Hasan
- Ivan Gavriliuk – Vizirul Djaffar
- Zarina Hușvahtova – Fatima, soția lui Maruf
- Ubaidullo Omon – Abu Tabak
- Hatam Nurov – un negustor
- M. Bitar – Leila
- A. Masud – Said
- Burhon Radjabov – negustorul Ali

## Culise
Ultima noapte a Șeherezadei a fost prezentat în premieră în septembrie 1988 în cinematografele din Uniunea Sovietică.

## Critică
Pentru Lexikon des internationalen Films, filmul Ultima noapte a Șeherezadei a fost „considerabil mai slab decât cele două predecesoare al sale.“